# SBV Excelsior in het seizoen 2020/21 (vrouwen)
Het seizoen 2020/2021 was het vierde jaar in het bestaan van de Rotterdamse vrouwenvoetbalclub Excelsior. De club kwam uit in de Eredivisie en eindigde op de zevende plaats. In het toernooi om de KNVB beker reikte de ploeg tot de kwartfinale. Hierin was ADO Den Haag te sterk met 4–0. De Eredivisie Cup werd afgesloten op de achtste plaats.

## Wedstrijdstatistieken

### Eredivisie
|       | ADO Den Haag | Ajax  | Alkmaar | sc Heerenveen | PEC Zwolle | PSV   | FC Twente |
| ----- | ------------ | ----- | ------- | ------------- | ---------- | ----- | --------- |
| Thuis | 2 – 2        | 1 – 4 | 0 – 3   | 0 – 2         | 2 – 1      | 0 – 6 | 0 – 3     |
| Uit   | 1 – 0        | 1 – 0 | 1 – 1   | 3 – 0         | 2 – 2      | 3 – 0 | 7 – 0     |

#### Plaatseringsgroep
|       | Alkmaar | sc Heerenveen | PEC Zwolle |
| ----- | ------- | ------------- | ---------- |
| Thuis | 3 – 2   | 2 – 3         | 1 – 1      |
| Uit   | 0 – 0   | 1 – 1         | 2 – 0      |

### KNVB beker
| Kwartfinale                                                          | ' | 0 – 4 (0 – 2) | ADO Den Haag                                                                       |
| 5 februari 2021 Aanvangstijd: 19.30 uur Plaats: Rotterdam Woudestein |   |               | 7' Shanique Dessing 29' Jaimy Ravensbergen 66' Jannette van Belen 85' Anne Sellies |

### Eredivisie Cup
| Eerste ronde                        | Excelsior                                                                                                 | 0 – 5 (0 – 1) | PSV                                                                              |
| Plaats: Rotterdam Woudestein        | |               | 10' Kayleigh van Dooren 56', 59' Naomi Pattiwael 66' Kyah Simon 89' Esmee Brugts |
| Tweede ronde                        | FC Twente                                                                                                 | 9 – 2 (5 – 0) | Excelsior                                                                        |
| Plaats: Enschede Het Diekman        | Fenna Kalma 2', 27' Sabrine Ellouzi 7' (pen.), 38' Renate Jansen 30', 58', 83' Marisa Olislagers 56', 67' |               | 48' Marthe van Erk 88' Anne Bhagerath                                            |
| Derde ronde                         | Excelsior                                                                                                 | 3 – 4 (2 – 2) | sc Heerenveen                                                                    |
| Plaats: Rotterdam Woudestein        | Daniëlle Noordermeer 11' Marthe van Erk 21', 59'                                                          |               | 31', 90', 90+3' Tiny Hoekstra 45+1' Alieke Tuin                                  |
| Vierde ronde                        | VV Alkmaar                                                                                                | 4 – 3 (1 – 1) | Excelsior                                                                        |
| Plaats: Alkmaar Robonsbosweg        | Maudy Stoop 40' Chimera Ripa 48', 68' Sanne Koopman 50'                                                   |               | 45+1' Fréderique Nieuwland 59' Naomi Piqué 76' Nadine de Breij                   |
| Vijfde ronde                        | ADO Den Haag                                                                                              | 4 – 1 (2 – 1) | Excelsior                                                                        |
| Plaats: Den Haag Cars Jeans Stadion | Eline Koster 4', 75' Manon van Raaij 9' Pleun Raaijmakers 90+2'                                           |               | 6' (e.d.) Priscilla Mesker                                                       |

## Statistieken Excelsior 2020/2021

### Eindstand Excelsior in de Nederlandse Eredivisie Vrouwen 2020 / 2021
| Stand | Gespeeld | Gewonnen | Gelijk | Verloren | Punten | Doelpunten voor | Doelpunten tegen | Gele kaarten | Rode kaarten |
| ----- | -------- | -------- | ------ | -------- | ------ | --------------- | ---------------- | ------------ | ------------ |
| 8e    | 14       | 1        | 3      | 10       | 6      | 8               | 39               | 11           | 1            |

### Tussenstand Excelsior in de plaatseringsgroep 5–8 2020 / 2021
| Stand | Gespeeld | Gewonnen | Gelijk | Verloren | Punten | Doelpunten voor | Doelpunten tegen | Gele kaarten | Rode kaarten |
| ----- | -------- | -------- | ------ | -------- | ------ | --------------- | ---------------- | ------------ | ------------ |
| 7e    | 6        | 1        | 3      | 2        | 9      | 7               | 9                | 8            | 0            |

### Topscorers
| #      | Naam                     | Goal |
| ------ | ------------------------ | ---- |
| 1.     | Joy Kersten              | 3    |
| 1.     | Fréderique Nieuwland     | 3    |
| 3.     | Marthe van Erk           | 2    |
| 4.     | Stephanie Coelho Aurélio | 1    |
| 4.     | Nidia Bos                | 1    |
| 4.     | Julia Ibes               | 1    |
| 4.     | Daniëlle Noordermeer     | 1    |
| 4.     | Naomi Piqué              | 1    |
| 4.     | Nikki Ridder             | 1    |
| Totaal | Totaal                   | 15   |

| #      | Naam           | Goal |
| ------ | -------------- | ---- |
| –      | Geen speelster | 0    |
| Totaal | Totaal         | 0    |

| #              | Naam                            | Goal |
| -------------- | ------------------------------- | ---- |
| 1.             | Marthe van Erk                  | 3    |
| 2.             | Anne Bhagerath                  | 1    |
| 2.             | Nadine de Breij                 | 1    |
| 2.             | Fréderique Nieuwland            | 1    |
| 2.             | Daniëlle Noordermeer            | 1    |
| Eigen doelpunt |                                 |      |
| 1.             | Priscilla Mesker (ADO Den Haag) | 1    |
| Totaal         | Totaal                          | 7    |

### Kaarten
| #      | Naam                     | Kreeg geel |
| ------ | ------------------------ | ---------- |
| 1.     | Daniëlle Noordermeer     | 4          |
| 2.     | Nidia Bos                | 3          |
| 2.     | Fréderique Nieuwland     | 3          |
| 4.     | Nadine de Breij          | 2          |
| 4.     | Naomi Piqué              | 2          |
| 6.     | Stephanie Coelho Aurélio | 1          |
| 6.     | Iris van Bokhoven        | 1          |
| 6.     | Julia Ibes               | 1          |
| 6.     | Isa Kagenaar             | 1          |
| 6.     | Isa Pothof               | 1          |
| Totaal | Totaal                   | 19         |

| #      | Naam           | Kreeg voor de tweede keer geel en dus rood |
| ------ | -------------- | ------------------------------------------ |
| –      | Geen speelster | 0                                          |
| Totaal | Totaal         | 0                                          |

| #      | Naam                 | Weggestuurd |
| ------ | -------------------- | ----------- |
| 1.     | Fréderique Nieuwland | 1           |
| Totaal | Totaal               | 1           |

## Voetnoten
ADO Den Haag · 
Ajax · 
VV Alkmaar · 
Excelsior · 
sc Heerenveen · 
PEC Zwolle · 
PSV · 
FC Twente